# L'Affreux Luquet
Pour les articles homonymes, voir Luquet (homonymie).

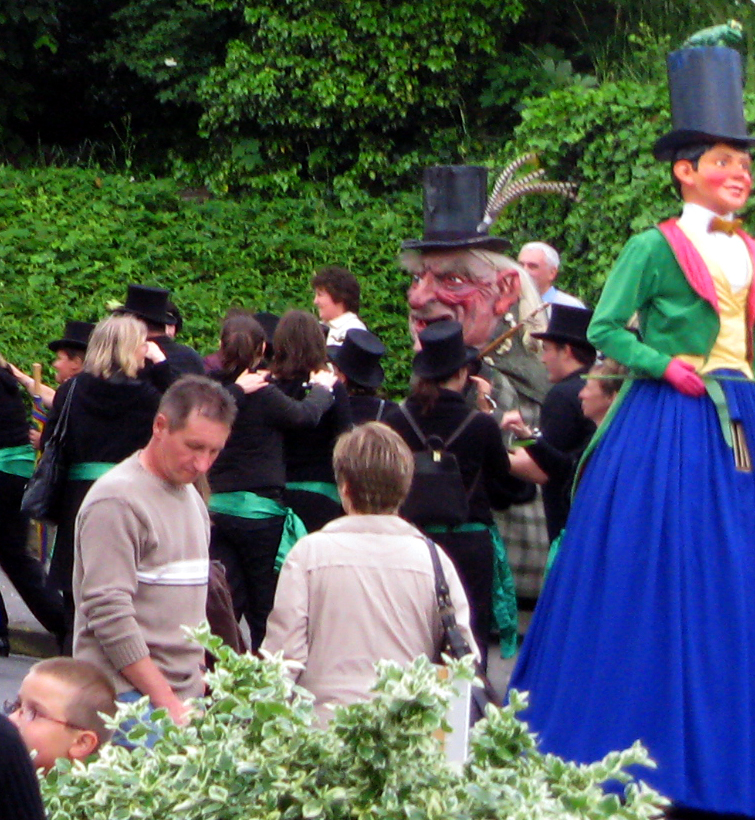
L'Affreux Luquet et l'un de ses 2 comparses de Villeneuve-d'Ascq, Anatole (à droite).

L'Affreux Luquet est un géant de processions et de cortèges inauguré en 2000, à Flers Bourg (Flers-lez-Lille) et représentant Villeneuve-d'Ascq, en France.
Il tient son nom du jeu de mots à partir de « freluquet » et du patronyme Luquet. Il s'apparente davantage à une grosse tête de carnaval qu'à un véritable géant, dont il possède une des caractéristiques : la tête est fixée sur un « panier ».
À peine plus grand que la taille humaine normale, il a une silhouette plus ronde. Son visage de vieillard bossu, grimaçant, est effrayant et démesuré. Ce personnage (plus mobile que les "vrais" géants) a fonction de se glisser parmi le public, de le surprendre et de gentiment faire peur en secouant au bout d'un bâton un animal empaillé à longue queue (écureuil ? furet ?), avec lequel il frôle le visage de certains spectateurs. Il porte un chapeau haut-de-forme décoré de longues plumes.
L'Affreux Luquet est très généralement accompagné de 2 "vrais" géants, Grand-Père Guernouillard, et Anatole.
Le groupe des accompagnateurs de ce trio est costumé en noir, avec 2 "touches" vertes : une large ceinture de tissu, et bien entendu la fameuse grenouille fixée sur le haut-de-forme.

## Pour approfondir